# Рикардо Ђусти
Рикардо Омар Ђусти (шп. Ricardo Omar Giusti; 11. децембар 1956) бивши је аргентински фудбалер.

## Спортска каријера
Играо је на позицији дефанзивног везног играча. Био је учесник на два Светска првенства 1986 и 1990. Са репрезентацијом Аргентине освојио је Светско првенство 1986. године у Мексику. Играо је на чувеној утакмици против Енглеске у четвртфиналу (2:1), као и против Западне Немачке у финалу (3:2). Укупно је забележио 53 наступа за национални тим.
У каријери је играо за Њуелс олд бојс, Аргентинос јуниорс, Индепендијенте и Унион Санта Фе. У дресу Индепендијентеа је освојио Копа либертадорес и Интерконтинентални куп 1984. године.

## Статистика
Репрезентација
| Аргентина | Аргентина | Аргентина |
| Година    | Наступи   | Голови    |
| --------- | --------- | --------- |
| 1983      | 3         | 0         |
| 1984      | 11        | 0         |
| 1985      | 8         | 0         |
| 1986      | 10        | 0         |
| 1987      | 5         | 0         |
| 1988      | 6         | 0         |
| 1989      | 3         | 0         |
| 1990      | 7         | 0         |
| Укупно    | 53        | 0         |

## Успеси
Индепендијенте
- Примера дивисион: Метрополитано 1983, 1988/89.
- Копа либертадорес: 1984.
- Интерконтинентални куп: 1984.

Репрезентација
Аргентина
- Светско првенство: 1986. (финале 1990)